# Кокан (регион)
Кокан (бирм. ကိုးကန့်, кит. 果敢), ранее Первый особый регион — историческая область в Мьянме, неподконтрольная правительству республики. На территории Кокана в 2008 г. была образована самоуправляемая зона Кокан.

## География
Регион расположен в северной части штата Шан. Западной границей является река Салуин, а восточной — граница китайской провинции Юньнань. Общая площадь региона составляет около 10 тыс. кв. км.. Столицей является город Лауккай (Лаокай, Лаогай, Лаоцзе).

## Демография
Основным населением является группа кокан — бирманские китайцы.

## История
В течение нескольких столетий Кокан, первоначально населённый местными аборигенными племенами, находился под властью Китая, представляя собой буфер между провинцией Юньнань и шанскими государствами. Клан Ян, сторонники династии Южная Мин, изгнанной из Пекина, но сохранявшей одно время власть в Нанкине, объединили территорию в единую административную единицу. В 1840 г. губернатор провинции Юньнань даровал клану Ян наследственные права на территорию в качестве вассала Цинской династии.
После Третьей англо-бирманской войны, в ходе которой британцы завоевали Верхнюю Бирму в 1885 г., Кокан был первоначально отдан Китаю согласно британско-китайскому договору о границе 1894 года. Затем Китай уступил его Британской Бирме согласно дополнительному соглашению, подписанному в феврале 1897 года.
С 1960-х по 1989 г. территорию контролировала Коммунистическая партия Бирмы. После роспуска партии регион стал особым регионом в составе Бирмы под контролем Армии демократического альянса национальностей Мьянмы (en:Myanmar Nationalities Democratic Alliance Army, MNDAA). В 2009 и 2015 гг. имели место вооружённые конфликты против центрального правительства Мьянмы.